# Dimitrios Semsis
Dimitrios Semsis (Grieks: Δημήτρης Σέμσης) (Strumica, 27 maart 1883 – Athene, 13 januari 1950), bijnaam Salonikios, was een Grieks rebetika-musicus en -componist.
Hij toerde met verschillende bands rond op de Balkan en in delen van het Midden-Oosten. Tijdens zijn carrière schreef hij meer dan honderd liedjes.
- Gemeinsame Normdatei: 119401037
- International Standard Name Identifier: 0000 0000 3611 4270
- Library of Congress Control Number: n95075720
- MusicBrainz: b11404fe-328b-4326-961b-c9afc8ffc14d
- Virtual International Authority File: 52498228
- WorldCat: E39PBJycKY6HDkKjH76dfd7PwC